# Marc Lieb
Marc Lieb (ur. 4 lipca 1980 roku w Stuttgarcie) – niemiecki kierowca wyścigowy.

## Kariera
Lieb rozpoczął karierę w wyścigach samochodowych w 1997 roku od startów w ONS Formel Renault Cup. Z dorobkiem 117 punktów uplasował się na trzynastej pozycji w klasyfikacji generalnej. W późniejszych latach Niemiec pojawiał się także w stawce Europejskiego Pucharu Formuły Renault 2.0, Niemieckiej Formuły Renault, Niemieckiego Pucharu Porsche Carrera, Porsche Supercup, American Le Mans Series, FIA GT Championship, 24-godzinnego wyścigu Le Mans, Grand American Rolex Series, Le Mans Endurance Series, Le Mans Series, 24h Nürburgring, VLN Endurance, Asian Le Mans Series, FIA GT2 European Cup, International GT Open, V8 Supercars, Grand American Rolex Series, FIA World Endurance Championship, Pirtek Enduro Cup, Blancpain Endurance Series oraz United Sports Car Championship.

## Wyniki w 24h Le Mans
| Rok  | Zespół                          | Partnerzy                     | Samochód            | Klasa   | Okr. | Poz. | Klasa Pos. |
| ---- | ------------------------------- | ----------------------------- | ------------------- | ------- | ---- | ---- | ---------- |
| 2003 | Orbit Racing                    | Leo Hindery Peter Baron       | Porsche 911 GT3-RS  | GT      | 314  | 17   | 2          |
| 2004 | Orbit Racing BAM!               | Leo Hindery Mike Rockenfeller | Porsche 911 GT3-RS  | GT      | 223  | NU   | NU         |
| 2005 | Alex Job Racing BAM! Motorsport | Leo Hindery Mike Rockenfeller | Porsche 911 GT3-RSR | GT2     | 332  | 10   | 1          |
| 2009 | Team Felbermayr-Proton          | Wolf Henzler Richard Lietz    | Porsche 997 GT3-RSR | GT2     | 24   | NU   | NU         |
| 2010 | Team Felbermayr-Proton          | Wolf Henzler Richard Lietz    | Porsche 997 GT3-RSR | GT2     | 338  | 11   | 1          |
| 2011 | Team Felbermayr-Proton          | Wolf Henzler Richard Lietz    | Porsche 997 GT3-RSR | GTE Pro | 312  | 16   | 4          |
| 2012 | Team Felbermayr-Proton          | Wolf Henzler Richard Lietz    | Porsche 997 GT3-RSR | GTE Pro | 184  | NU   | NU         |
| 2013 | Porsche AG Team Manthey         | Romain Dumas Richard Lietz    | Porsche 911 RSR     | GTE Pro | 315  | 16   | 1          |
| 2014 | Porsche Team                    | Romain Dumas Neel Jani        | Porsche 919 Hybrid  | LMP1-H  | 348  | 11   | 4          |
| 2015 | Porsche Team                    | Romain Dumas Neel Jani        | Porsche 919 Hybrid  | LMP1    | 391  | 5    | 5          |